# Efremovite
La efremovite è un minerale appartenente al gruppo della langbeinite.